# Pär Isaksson
Pär Isaksson, född 5 augusti 1958, är en svensk författare och journalist. 
Isaksson var tidigare bland annat journalist och chefredaktör för Affärsvärlden, tjänsteman inom EU och kommunikationsdirektör i ett globalt industriföretag. Han är numera verksam som fackboksförfattare.